# Чечелаантубани
Чечелаантубани (груз. ჭეჭელაანთუბანი) — село в Грузии, в Горийском муниципалитете края Шида-Картли, в общине Атени.

## Расположение
Расположено на берегу реки Тана, на высоте 710 метров над уровнем моря. Отдалено на 6 километра от города Гори.

## Население
По результатам официальной переписи населения 2014 года в Чечелаантубани проживало 64 человек (31 мужчин и 33 женщин).
| Год  | Численность, человек |
| ---- | -------------------- |
| 2002 | 116                  |
| 2014 | ▼ 64                 |